# Festival de la publicité de Méribel
 (mai 2013).
Si vous disposez d'ouvrages ou d'articles de référence ou si vous connaissez des sites web de qualité traitant du thème abordé ici, merci de compléter l'article en donnant les références utiles à sa vérifiabilité et en les liant à la section « Notes et références ».
Le festival de la publicité est un festival consacré à la publicité organisé chaque année depuis 2001 dans la station de Méribel, en Savoie. Il réunit les professionnels de la communication.